# Уаратаз
«Нью Саут Уэйлз Уа́рата́з» (англ. New South Wales Waratahs — «телопеи Нового Южного Уэльса») — австралийский регбийный клуб, выступающий в чемпионате Супер Регби. Команда представляет в лиге штат Новый Южный Уэльс, точнее, большую его часть: Риверина и некоторые другие южные территории представлены другим клубом — «Брамбиз». Среди болельщиков коллектив известен просто как «Уаратаз» или «Таз».
Сборная Регбийного союза Нового Южного Уэльса традиционно играла под именем «Уаратаз» и использовала телопею в качестве своего символа. Когда система клубного регби в Австралии приняла современную форму, именно это название было выбрано для нового профессионального клуба, созданного в 1996 году. До 2019 года команда проводила бо́льшую часть домашних матчей на вмещающем более 45 тысяч зрителей «Альянс Стэдиум» в Мур-Парке, микрорайоне Сиднея. Кроме того, важнейшие матчи клуба (финалы плей-офф Супер Регби) проходят на стадионе «Австралия».
За 22 сезона в Супер Регби «Уаратаз» выходили в плей-офф в восьми случаях, впервые в 2002 году. Сиднейская команда трижды играла в финалах Супер регби, все три раза соперниками выступил новозеландский клуб «Крусейдерс». Победу же удалось добыть лишь однажды в 2014 году, когда австралийцы на последних минутах матча сумели вырвать победу со счётом 33:32.

## Любительский период
Регбийный союз Нового Южного Уэльса (англ. New South Wales Rugby Union), тогда называвшийся The Southern RU, был основан в 1874 г. Тогда же прошёл первый клубный турнир в регионе. К 1880 г. Союз включал более сотни команд. В 1882 г. созвана первая сборная Нового Южного Уэльса, которая провела два матча против соперников из «Квинсленда». Обе игры остались за «валлийскими» регбистами. В том же году первая в истории команда Союза отправилась в турне по Новой Зеландии.
В 1907 г. несколько игроков сборной перешли в команду по регбилиг, которой предстояло сразиться с новозеландскими оппонентами. Этот случай принято считать рождением регбилиг в Австралии.
Во время Первой мировой войны Союз прекратил проведение соревнований (также поступили функционеры из Квинсленда). При этом квинслендцы оставались в таком положении до 1929 г., в то время как южане продолжали деятельность — это служит основанием претензий «валлийцев», утверждающих, что их вклад в развитие австралийского регби весомее. В 1921 г. «Уаратаз» вновь поехали в Новую Зеландию и выиграли девять из десяти матчей тура, включая игру против главной команды страны.
Один из наиболее известных составов «Уаратаз» был собран в 1927 г., когда сборная играла на Британских островах, во Франции и Канаде. Австралийские регбисты играли открыто, подвижно — в небывалой для того времени манере. Тем не менее, с тех пор такой стиль стал визитной карточкой австралийцев. В рамках тура сборная провела 31 официальный матч, выиграв 24 и сведя вничью два. Семеро представителей сборной 1927/28 играли в клубе «Драммойн». Вернувшись на родину, регбисты были встречены парадом и приняты в городской ратуше. Вскоре возобновились игры с командой Квинсленда.
1930-е гг. были особенно успешны для «Уаратаз». В 1937 г. сборная штата обыграла «Спрингбокс» на «Сидней Крикет Граунд». Следующие десятилетия также способствовали развитию регби в регионе. Известность получили такие спортсмены, как Тревор Эллан, Дэвид Брокхофф, Тони Миллер, Ник Шиэйди, Эдди Стейплтон, Кен Кэтчпоул, Джон Торнетт, Питер Криттл и Рон Грэм.
В 1963 г. создан Сиднейский регбийный союз. В 1974 г. Союз штата праздновал своё столетие. 18 мая на «Сидней Крикет Граунд» был проведён матч между «Уаратаз» и «Олл Блэкс». К огорчению местной публики, новозеландцы выиграли со счётом 20:0.

## Профессиональный период

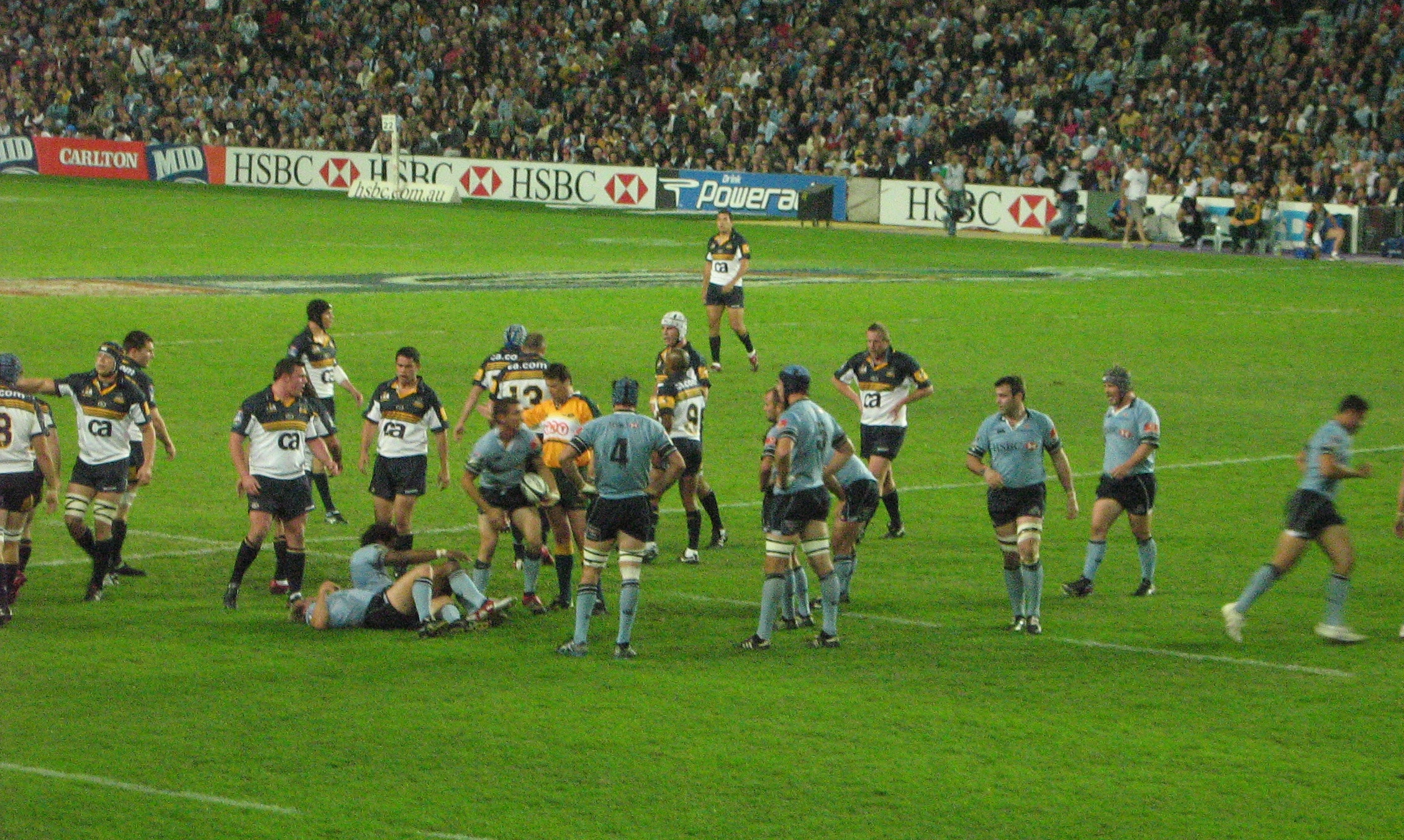
«Уаратаз» играют против «Брамбиз».

В дебютном сезоне Супер 12 в 1996 г. команда одержала победу почти в половине матчей (5 из 11) и заняла место в середине турнирной таблицы, пропустив вперёд два других австралийских клуба. Через год «цветочники» были девятыми, выиграв всего четыре встречи.
В сезоне 1998 г. «Уаратаз» побили собственное достижение, выиграв шесть матчей. Это позволило коллективу подняться на шестую строчку — игры плей-офф всё ещё оставались недосягаемы. В 1999 г. клуб снова выиграл четырежды. Пятый сезон отмечен пятью победами и ещё одним девятым местом. В 2001 г. клуб также записал в актив пять побед, заняв при этом восьмую позицию. Но уже в следующем сезоне регбисты одержали восемь побед, заняли второе место в регулярном чемпионате — выше оказались только «Крусейдерс» — и вышли в финальный турнир, однако уже в полуфинале клуб проиграл «Брамбиз» (10-51). Примечательно, что в последней игре регулярного первенства «Уаратаз» уступили тем же «Крусейдерс» со счётом 19-69, установив тем самым антирекорд лиги. Таким образом, очки команды за два матча находились в пропорции 29-147.
В 2003 г. клуб не вышел в плей-офф, финишировав только шестым. В новом сезоне «Уаратаз» стартовали уверенно и победили в первых трёх матчах лиги. Впрочем, в дальнейшем ситуация складывалась не лучшим образом, и в результате регбисты остались на восьмом месте (от зоны плей-офф их отделили шесть очков). В том же году команду возглавил Юэн Маккензи. В сезоне 2005 г. коллектив показал лучший в истории результат (9 побед и 2 поражения), занял второе место в регулярном первенстве, но в финальном матче проиграл «Крусейдерс».
Год спустя «Уаратаз» заняли третье место в обновлённом турнире, состав участников которого пополнили две новые команды — «Уэстерн Форс» и «Сентрал Читаз». Перед играми плей-офф состав клуба претерпел ослабление: Уэнделл Сэйлор был уличён в применении кокаина, ему грозила пожизненная дисквалифицикация. В полуфинале, как и в последнем матче лиги, клуб играл с «Харрикейнз». Эта игра, в отличие от предыдущей, проходила в Веллингтоне, однако исход оказался аналогичным. «Уаратаз» уступили (14-16) и покинули розыгрыш. Сэйлор был отстранён от игры на два года — его карьера в регби-15 была окончена.
Сезон 2007 г. стал для команды худшим за всё время проведения чемпионата: «цветочники» выиграли всего трижды и один раз разошлись с соперником миром. Этого хватило только для того, чтобы занять предпоследнее место. Однако именно тогда о своём таланте заявил Кёртли Бил — один из наиболее перспективных австралийских игроков, способствовавший весьма скорому восстановлению утраченных командой позиций.
В следующем сезоне спортсмены стартовали удачно, одержав несколько уверенных побед в предсезонных играх и дебютном матче первенства («Харрикейнз», 20-3). Выигрыш у оппонентов из «Брамбиз» стал пятисотым успехом команды Нового Южного Уэльса с 1882 г. Команда обретала форму достаточно медленно, и начала демонстрировать свою лучшую игру к середине чемпионата. В матче против «Блюз» «Уаратаз» заработали первые в сезоне бонусные очки за занесение четырёх попыток. Этот же бонус клуб получил по итогам встречи с «Шаркс» в заключительной части первенства — это позволило австралийцам подняться на второе место. Однако последовавший за этим выезд в ЮАР вновь отбросил коллектив на третью позицию. В двух матчах «валлицы» набрали только 3 турнирных балла: один за проигрыш «Буллз» с разницей менее семи очков и два — за ничью со «Стормерз». В последнем туре клуб сыграл с «Редс», оформил победу и вновь поднялся на вторую строчку. Полуфинал, где «Уаратаз» выступили хозяевами, принёс им победу над «Шаркс». Дебютировав в финале турнира, регбисты не сумели добиться лучшего результата — чемпионами стали «Крусейдерс» (20-12).
В 2009 г. клуб оказался вне зоны плей-офф, но через год снова играл в полуфинале. В этот раз на пути команды стали «Буллз». В сезоне 2011 г., когда формат турнира был обновлён, «Уаратаз» добрались до квалификационного финала, где проиграли «Блюз».

## Логотип и цвета
«Уаратаз» играют в небесно-голубой регбийке и тёмно-синих шортах. Эти цвета являются символом противостояния с красно-бордовой гаммой команд Квинсленда. На передней стороне регбийки присутствует логотип компании HSBC, долгое время выступающей спонсором клуба. Гостевой вариант формы отличается наличием белой регбийки. В предсезонном матче 2006 г. против «Крусейдерс» команда использовала новый формат экипировки: вместо номеров на спинах регбистов присутствовали их инициалы. На данный момент техническим спонсором «Уаратаз» является новозеландский производитель Canterbury. Логотип производителя экипировки находился на ней до 2010 г.
До 1885 г. команда Нового Южного Уэльса использовала «вересковый» зелёный цвет. С 1891 по 1897 г. регбисты выступали в алом. На следующий сезон была утверждена светло-голубая форма. С 1897 г. именно этот цвет неизменно доминирует на регбийке клуба. Так как главным символом штата и команды, а также основой её названия является телопея, на логотипе клуба изображён цветок этого растения.

## Стадион
«Уаратаз» проводят домашние матчи на Сиднейском футбольном стадионе, прилегающем к «Сидней Крикет Граунд». Вместимость сооружения составляет 45 500 человек. Также арена используется футбольным клубом «Сидней» и командой по регбилиг «Сидней Рустерз».
В 2009 г. руководство «Уаратаз» подписало многомиллионный контракт с владельцами стадиона «Австралия». Согласно договору, команда будет проводить на арене по крайней мере один матч в сезоне вплоть до 2015 г. Финальные матчи, в которых клуб выступает домашней командой, проводятся именно на «Австралии».
Периодически команда использует другие стадионы штата для проведения игр. В рамках Австралийского провинциального чемпионата, где «Уаратаз» провели два матча, клуб выехал в Госфорд и Батерст. В начале 2008 г. был организован пробный матч на «Кэмпбеллтаун Стэдиум».

## Результаты
| Супер 12 | Супер 14 | Супер Регби |
| Сезон | Позиция | Игры | Победы | Ничьи | Поражения | +   | -   | +/-  | Бонусы | Очки | Плей-офф                                |
| ----- | ------- | ---- | ------ | ----- | --------- | --- | --- | ---- | ------ | ---- | --------------------------------------- |
| 1996  | 6-я     | 11   | 5      | 0     | 6         | 312 | 290 | +22  | 8      | 28   |                                         |
| 1997  | 9-я     | 11   | 4      | 0     | 7         | 255 | 296 | −41  | 4      | 20   |                                         |
| 1998  | 6-я     | 11   | 6      | 1     | 4         | 306 | 276 | +30  | 4      | 30   |                                         |
| 1999  | 8-я     | 11   | 4      | 1     | 6         | 246 | 248 | −2   | 6      | 24   |                                         |
| 2000  | 9-я     | 11   | 5      | 0     | 6         | 273 | 258 | +15  | 5      | 25   |                                         |
| 2001  | 8-я     | 11   | 5      | 0     | 6         | 306 | 302 | +4   | 5      | 25   |                                         |
| 2002  | 2-я     | 11   | 8      | 0     | 3         | 337 | 284 | +53  | 7      | 39   | Поражение в полуфинале от «Брамбиз»     |
| 2003  | 5-я     | 11   | 6      | 0     | 5         | 313 | 344 | −31  | 7      | 31   |                                         |
| 2004  | 8-я     | 11   | 5      | 0     | 6         | 342 | 274 | +68  | 7      | 27   |                                         |
| 2005  | 2-я     | 11   | 9      | 0     | 2         | 322 | 174 | 148  | 5      | 41   | Поражение в финале от «Крусейдерс»      |
| 2006  | 3-я     | 13   | 9      | 0     | 4         | 362 | 192 | 170  | 9      | 45   | Поражение в полуфинале от «Харрикейнз»  |
| 2007  | 13-я    | 13   | 3      | 1     | 9         | 266 | 317 | −51  | 7      | 21   |                                         |
| 2008  | 2-я     | 13   | 9      | 1     | 3         | 255 | 186 | +69  | 5      | 43   | Поражение в финале от «Крусейдерс»      |
| 2009  | 5-я     | 13   | 9      | 0     | 4         | 241 | 212 | +29  | 5      | 41   |                                         |
| 2010  | 3-я     | 13   | 9      | 0     | 4         | 385 | 288 | +97  | 7      | 43   | Поражение в полуфинале от «Стормерз»    |
| 2011  | 5-я     | 16   | 10     | 0     | 6         | 407 | 339 | +68  | 9      | 57   | Поражение в отборочном финале от «Блюз» |
| 2012  | 11-я    | 16   | 10     | 0     | 6         | 346 | 407 | −61  | 11     | 35   |                                         |
| 2013  | 9-я     | 16   | 8      | 0     | 8         | 411 | 371 | +40  | 5      | 45   |                                         |
| 2014  | 1-я     | 16   | 12     | 0     | 4         | 481 | 272 | +209 | 10     | 58   | Победа в финале над «Крусейдерс»        |
| 2015  | 3-я     | 16   | 1      | 0     | 5         | 409 | 313 | +96  | 8      | 52   | Поражение в полуфинале от «Хайлендерс»  |
| 2016  | 10-я    | 15   | 8      | 0     | 7         | 413 | 317 | +96  | 8      | 40   |                                         |
| 2017  | 16-я    | 15   | 4      | 0     | 11        | 396 | 522 | -126 | 8      | 19   |                                         |

## Текущий состав
Состав клуба в сезоне 2017 года:

## Тренеры
- Крис Хокинс: 1996
- Мэтт Уильямс[англ.]: 1996—1999
- Йен Кеннеди: 2000
- Боб Дуайер: 2001—2003
- Юэн Маккензи: 2004—2008
- Крис Хикки: 2009—2011
- Майкл Фоули: 2011—2012
- Майкл Чейка: 2013—2015
- Дэрил Гибсон: 2016—2019
- Роб Пенни[англ.]: 2020—н.в.

## Рекорды

### Командные
- Самая крупная победа: 73-12, «Лайонз», 2010
- Победа с наибольшей разницей очков: 61, «Лайонз», 2010
- Наибольшее число попыток в матче: 11, «Лайонз», 2010
- Самое крупное поражение: 19-96, «Крусейдерс», 2002

### Индивидуальные
- Наибольшее количество матчей: 119 — Фил Воу
- Наибольшее количество матчей в ранге капитана: 41 — Фил Воу
- Наибольшее количество очков: 957 — Мэтт Бёрк
- Наибольшее количество попыток: 25 — Лоте Тукири
- Наибольшее количество попыток в одном матче: 4 — Дрю Митчелл («Лайонз», 2010)
- Наибольшее количество реализаций в одном матче: 9 — Беррик Барнс («Лайонз», 2010)
- Наибольшее количество очков в сезоне: 184 — Питер Хьюэт (2006)
- Наибольшее количество попыток в сезоне: 10 — Питер Хьюэт (2005)
- Наибольшее количество очков в матче: 34 — Питер Хьюэт («Буллз», 2005)